# Socket AM4
AM4 es un zócalo concebido y creado por AMD para los procesadores basados en la microarquitectura Zen (incluyendo Zen+, Zen 2, Zen 3) y Excavator. Fue la primera actualización significativa luego de usarse la plataforma FM2 por 6 años, y con la misma se esperaba un aumento en el rendimiento de las instrucciones por ciclo (IPC) de aproximadamente un 40 % con respecto a la microarquitectura Bulldozer de AMD.

## Algunas generalidades
Fue lanzado en septiembre de 2016, tiene 1331 pines de contacto y es el primer zócalo de AMD en ser compatible con la memoria DDR4, así como también en alcanzar una compatibilidad unificada entre las CPU de gama alta de la compañía (las cuales desde hace algunos años han usado el zócalo AM3+) y las APU de menor rendimiento (las cuales desde hasta ahora usan varios otros zócalos, desde que hacia 2005 surgiesen las ya obsoletas plataformas 754 y 939 en su momento creadas para la gama baja y alta respectivamente.
Ya para el mes de junio de 2015 la hoja de ruta de la propia AMD apuntaba hacia el zócalo AM4 en lugar del antes esperado zócalo FM3, el cual hubiese sido el sucesor del zócalo FM2 o más precisamente del FM2+ usado en las denominadas APU, las cuales integran una CPU y una GPU o aceleradora gráfica de rendimiento bajo o medio.

## Características
- Soporte para la familia de procesadores y APUs (Ryzen, Athlon) basadas en la microarquitectura Zen (incluyendo Zen+, Zen 2 y la próxima Zen 3) así como para algunas APU de la serie A y procesadores Athlon X4 (Bristol Ridge basado en la microarquitectura Excavator)
- Soporta un bus de conexión PCI Express (PCIe) 3.0 de hasta 24 pistas. (Ryzen 1XXX y 2XXX).[3]
- Soporta un bus de conexión PCI Express (PCIe) 4.0 de hasta 24 pistas. (Ryzen 3XXX).[7]
- Soporta hasta cuatro módulos de memoria DDR4, con una capacidad total de 64 gigabytes y una velocidad máxima de 3200 MHz (4200 MHz Ryzen 3XXX)[3] (lo que equivale a una transferencia nominal de hasta 25 600 MB/s o a unos aproximados 25 GB/s).

## Disipador de calor
El zócalo AM4 posee 4 orificios para fijar el disipador térmico a la placa base, para colocarlo en un rectángulo con una longitud lateral de 54 × 90 mm. Los zócalos anteriores tenían de longitud lateral 48 × 96 mm.
Algunos disipadores de calor para zócalos anteriores no son compatibles. Sin embargo, algunos fabricantes de sistemas de enfriamiento ofrecen soportes que permiten que los disipadores fabricados para zócalos anteriormente funcionen con AM4, mientras que otros disipadores fueron rediseñados. Alternativamente, algunos fabricantes de placas base incluyen orificios de montaje de enfriadores AM3 y AM4, lo que permite utilizar disipadores de generaciones anteriores.

## Conjuntos de chips (chipsets) compatibles
El zócalo AM4 actualmente posee 7 modelos de chipset. Si bien los procesadores para este zócalo se han diseñado como sistema en chip (system-on-a-chip), con los tradicionales puente norte y sur dentro del mismo encapsulado del microprocesador, el chipset de la placa base o madre simplemente incrementará el número de líneas o de vías PCI Express, así como también brindará algunas otras opciones de conectividad. Estas opciones de conectividad incluyen: NVMe, SATA, y USB 3.2 Gen 2.
| Chipset | Fecha de lanzamiento | PCI Express (PCIe) | PCI Express (PCIe) | PCI Express (PCIe) | Soporte para USB 3.2 Gen 2 + 3.2 Gen 1 + 2.0 | Funciones de almacenamiento | Funciones de almacenamiento | Funciones de almacenamiento | Overclocking del procesador | TDP   | Soporte de procesadores | Soporte de procesadores | Soporte de procesadores | Soporte de procesadores |
| Chipset | Fecha de lanzamiento | Líneas PCIe        | CrossFire          | SLI                | Soporte para USB 3.2 Gen 2 + 3.2 Gen 1 + 2.0 | SATA + SATAe                | RAID                        | StoreMI                     | Overclocking del procesador | TDP   | Zen                     | Zen+                    | Zen 2                   | Zen 3                   |
| ------- | -------------------- | ------------------ | ------------------ | ------------------ | -------------------------------------------- | --------------------------- | --------------------------- | --------------------------- | --------------------------- | ----- | ----------------------- | ----------------------- | ----------------------- | ----------------------- |
| A320    | Febrero de 2017      | PCIe 2.0 ×4        | No                 | No                 | 1 + 2 + 6                                    | 2 + 1                       | 0, 1, 10                    | No                          | No                          | ~5 W  | Sí                      | Sí                      | Depende                 | Depende                 |
| B350    | Febrero de 2017      | PCIe 2.0 ×6        | Sí                 | No                 | 2 + 2 + 6                                    | 2 + 1                       | 0, 1, 10                    | No                          | Sí                          | ~5 W  | Sí                      | Sí                      | Depende                 | Depende                 |
| X370    | Febrero de 2017      | PCIe 2.0 ×8        | Sí                 | Sí                 | 2 + 6 + 6                                    | 4 + 2                       | 0, 1, 10                    | No                          | Sí                          | ~5 W  | Sí                      | Sí                      | Depende                 | Depende                 |
| B450    | Marzo de 2018        | PCIe 2.0 ×6        | Sí                 | No                 | 2 + 2 + 6                                    | 2 + 1                       | 0, 1, 10                    | Sí                          | Sí + PBO                    | ~5 W  | Sí                      | Sí                      | Sí                      | Depende                 |
| X470    | Marzo de 2018        | PCIe 2.0 ×8        | Sí                 | Sí                 | 2 + 6 + 6                                    | 4 + 2                       | 0, 1, 10                    | Sí                          | Sí + PBO                    | ~5 W  | Sí                      | Sí                      | Sí                      | Depende                 |
| B550    | Mayo de 2020         | PCIe 3.0 ×6        | Sí                 | No                 | 2 + 2 + 6                                    | 4 + 0                       | 0, 1, 10                    | Sí                          | Sí + PBO                    | ~5 W  | No                      | No                      | Sí                      | Sí                      |
| X570    | Julio de 2019        | PCIe 4.0 ×16       | Sí                 | Sí                 | 8 + 0 + 4                                    | 12 + 0                      | 0, 1, 10                    | Sí                          | Sí + PBO                    | ~11 W | No                      | Sí                      | Sí                      | Sí                      |

1. ↑  Líneas PCIe proporcionadas por el chipset. El procesador proporciona otras líneas PCIe 3.0 o 4.0.
2. ↑  Los puertos SATA Express pueden usarse alternativamente con hasta 2 conectores SATA.
3. 1 2  Actualización de BIOS necesaria. La disponibilidad puede depender del fabricante.
4. ↑  Las actualizaciones beta de las BIOS estarán disponibles por los fabricantes de placas base.